# Mk25 (魚雷)
Mk.25は第二次世界大戦中の1943年にアメリカ合衆国のコロンビア大学戦争研究所で設計された対水上艦用の航空魚雷で、Mk.13の後継として開発された。
Mk.13よりも高速かつ大威力で生産が容易となるよう設計され、1946年にフォレストパーク海軍兵器廠で試験用に25基生産された。しかし、第二次世界大戦中に生産されたMk.13が大量に残っていたこと、海軍機の役割が水上艦への雷撃から対潜戦に移行したことから、量産されることはなかった。